# 과라나

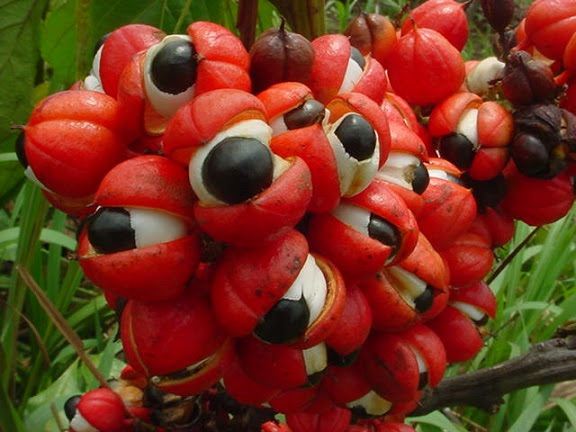
과라나

과라나 (Guarana, 학명: Paullinia cupana) 또는 구아라나(포르투갈어: guaraná)는 브라질 아마존 분지 원산의 무환자나무과 폴리니아속의 덩굴식물이다. 과라나는 커피 콩과 비슷한 크기의 열매로 잘 알려져 있다. 과라나 씨는 고농도의 카페인이 있어 식이 보충제로서 과라나는 효과적인 자극제이다. 과라나의 씨앗은 커피 콩보다 2배 많은 농도의 카페인을 함유하고 있다. (커피 콩 카페인 1 ~ 2% 함유, 과라나 씨앗 카페인 2 ~ 4.5% 함유)
카페인을 함유하고 있는 다른 식물들과 마찬가지로, 과라나의 높은 카페인 농도는 방어적 독소 작용을 하여, 다른 병원균으로부터 과라나 열매나 씨앗을 보호하는 역할을 한다.
과라나 열매의 색깔은 갈색이나 붉은색이고, 검은 씨앗은 부분적으로 하얀 가종피에 덮여 있다. 과라나 열매의 껍질을 벗기면 과육이 눈알과 비슷하게 생겼는데, 이런 이유로 여러 가지 미신들이 형성됐다.

## 어원
Paullinia 라는 이름은 칼 폰 린네가 독일 출신 의사 이자 식물학자인 Simon Pauli의 이름을 따서 과라나를 Paullinia(무환자나무속으)로 지정했다.
guarana라는 단어는 과라니어 단어인 guara-ná에서 왔는데, 그 어원은 투피과라니어로 warana이다. 그 뜻은 투피과라니어로 "인간의 눈과 닮은 과일"이란 뜻이다.

## 용도
과라나는 카페인 함유량이 높아 각성 효과가 뛰어나서 청량 음료, 에너지 음료, 숙취 해소 음료, 강장제 등의 원료로 사용된다. 또한 과라나의 마른 열매로 해열제, 흥분제 등을 만들기도 한다.

## 효과

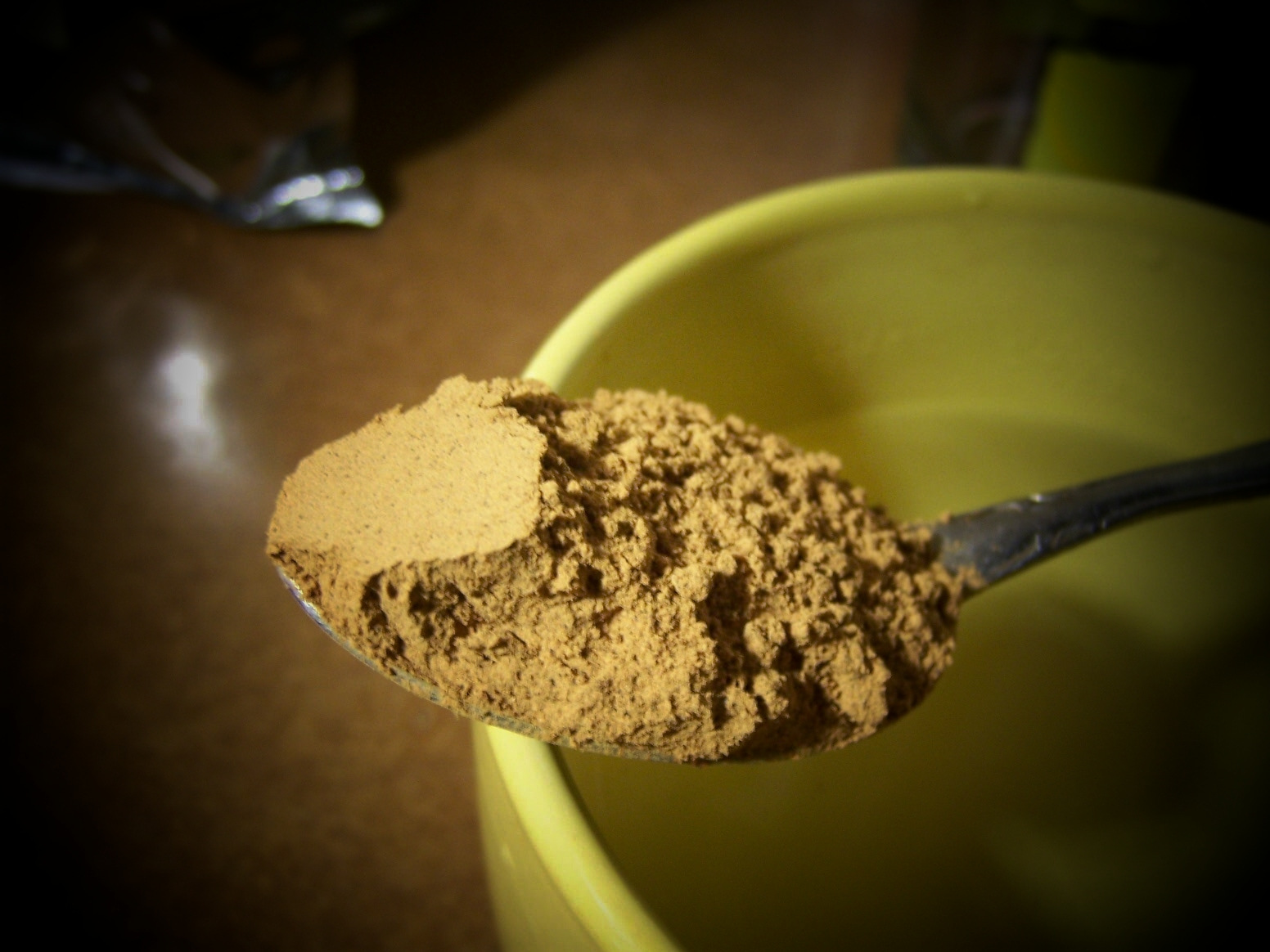
과라나 분말

과라나는 카페인 함량이 높기 때문에, 잠재적으로 인지 능력에 영향을 끼친다. 쥐를 대상으로 한 실험에서, 과라나는 위약 효과와 비교했을 때 기억 보유율과 신체적 지구력을 증가시켰다.
인간을 대상으로 한 예비 실험에서 과라나 추출 가루를 각각 37.5 mg, 75 mg, 150 mg, 300 mg씩 섭취했을 때 행동 영향을 평가한 결과 37.5 mg, 75 mg을 섭취한 그룹이 150 mg, 300 mg을 섭취한 그룹보다 기억력과 민첩성이 더 향상되었다.

## 안정성
미국 식품의약국(FDA)은 과라나를 일반적으로 안정하다고 인정되는 물질(GRAS)로 지정하여 분류하고 있다.
과라나 추출물을 토끼에게 투여한 결과 토끼의 혈소판 수치가 37% 줄어들었고, 아라키돈산으로부터 혈소판 트롬복산 형성이 78% 감소하였다. 하지만, 과라나 추출물이 심근 경색이나 뇌졸중 발생에 어떠한 영향을 주는지는 정확히 알려져 있지 않다.

## 의학적 특성
다양한 의학적인 특성으로 과라나는 현재 브라질 공식 약전에 등재되어 있으며, 아마존 식물종 중에서 브라질 식물상, 가장 유망한 의약품 중 하나로 간주된다.
과라나에는 카페인, 테오브로민, 카테킨, 에피카테킨, 테오필린 등 생리 활성과 같은 기능성 물질이 다량 함유되어 있다. 과라나 섭취에 따른 특징적 효과로는 최음 효과, 강장 효과, 지혈, 해열, 이뇨 작용, 육체적・정신적 피로 완화, 면역력 증가, 항산화 효과, 비만 예방, 혈압 개선 등이 있다.
각성 작용 : 과라나는 카페인과 상호 작용하는 식물성 사포닌과 탄닌의 존재로 인해 커피보다 각성 효과가 오래 지속된다.
항염 작용: 연구에 따르면 과라나는 류마티스 관절염, 건선, 크론병, 궤양성 대장염과 같은 질병과 관련된 염증성 사이토카인인 종양괴사인자-알파(TNF-α)를 억제할 수 있으며 이러한 질병의 치료에 특수적인 효과가 있는 것으로 나타났다.  테오필린과 테오브로민은 기관지 보호 효능, 면역 조절 및 항염 작용을 하며 노화를 방지시키고 동맥에 콜레스테롤이 침착되는 것을 억제해, 몸 전체의 혈류를 개선한다.
항균 효과 : 과라나(학명 : Paullinia cupana)의 하이드로 알코올성 추출물은 탄닌을 포함한 채소의 폴리페놀도 함유하여 녹농균 및 크로모박테리움 바이오라세움(Chromobacterium violaceum)과 같은 그람 음성 균주와 메타실린 내성 황색포도구균 및 세레우스균 과 같은 그람 양성균에 대해서도 활성 항균 효과가 나타났다. 과라나 종자의 알코올 추출물은 또한 검정곰팡이, 푸른점버섯균 및 Penicillium cyclopium(페니실리움 시클로피움, 식물 병원성 곰팡이 질병의 일부)을 포함한 일부 곰팡이균에 대해 효과적인 것으로 나타났다.
비만 및 심혈관 질환 예방 : 과라나는 혈당 수치를 안정적으로 유지시켜, 일일 칼로리 소비량을 증가시키고 식욕을 감소시켜 비만 예방에도 효과가 있다. 또한, 과라나의 높은 메틸크산틴 함량은 신진 대사의 개선과 관련이 있다. 연구에 따르면 과라나 섭취는 LDL(저밀도 콜레스테롤) 산화에 영향을 주어, 대사 및 심혈관 질환 발병 가능성을 낮추는 데 관여한다고 한다. 과라나는 분해 과정과 관련된 마이크로RNA 및 유전자를 조절할 수 있을 뿐 아니라 에너지 대사를 증가시키고 미토콘드리아 발생을 자극시켜, 고지방 식단에서도 체중 증가를 억제하는 데 도움을 주어, 항지방 생성 잠재력까지 가지고 있다.
항산화 작용 : 활성 산소를 제거하는 물질인 카테킨이 풍부하여 항산화 효과가 있으며 이는 노화를 예방한다. 과라나(Paullinia cupana) 에서 추출한 화합물은 혈액뇌관문을 통과하는 능력을 보여주었으며 시험관 내에서 원형질막의 과산화지질로부터의 보호 활동도 보여주었다. 이 효과를 통해 알츠하이머병, 혈관성 치매 등 신경퇴행성 질환 외, 노화 과정과 관련된 질환을 예방하거나 치료할 수 있는 잠재성이 있는 것으로 보고있다.
그 밖의 효과
과라나는 쥐의 간세포 DNA에 대한 생체 외 및 생체 내 실험에서 보호 효과, 에탄올과 인도메타신에 의해 유발된 위 손상 보호, 혈소판 응집 억제, 신경 보호, 아세틸콜린에스테라제 억제, 주의, 체액, 체질 및 인지 개선, 항원 독성 효과를 나타냈다. 생체 내 정신적 피로 감소도 보이고 있다. 또한 과라나의 심장 강장 및 심장 보호 효과, 지방 생성, 안면 홍조 조절, 세포 보호 효과, 치아의 세균성 플라그 조절, 항종양 활성, 유방암 환자의 피로 개선, 항-혈전증 등의 특징이 과학 문헌에 보고 보고되어 있다. 알레르기 효과, 발암에 대한 화학 예방 작용, 공포 완화 효과 및 진통 효과를 보이고 있다. 그리고 항우울제, 항불안제, 항암제, 근육 이완제 및 항균제로도 인용된다. 과라나 건조 추출물은 진피의 혈관 수 증가로 인한 자이노이드 지방이영양증(지방 대사 장애)의 예방 및 치료에 국소적으로 사용됐다.
화장품으로도
항균 및 항산화 특성으로 인해 과라나 종자 추출물은 화장품, 특히 노화 방지 제품의 천연 첨가제로 사용되고 있다. 카페인과 같은 알칼로이드가 다량 함유되어 있어 셀룰라이트 치료용 제품으로도 사용된다.

## 전통적/일반적으로의 사용
과라나는 고함량 카페인 성분으로 인해 중추신경계 및 심혈관계 자극제로 오래 사용되어 왔다. 또한 이뇨제, 항신경통제, 수렴제, 항균제 및 위장관 보호제로도 널리 사용되는 것으로 보고되었다. 이러한 효과로 과라나는 '기능성 식품'으로 평가받아 많은 인기를 끌고있다.
수세기 동안 아마존의 사테레-마우에(Saterê-Maué) 부족은 만성 설사, 고혈압, 신경통, 이질 및 편두통 치료용으로 과라나를 사용해왔다.이 외에, 원주민들은 해열제, 각성제, 진통제, 해독제 및 기타 여러 통증 치료 목적으로 과라나 직물을 사용한다. 씨앗은 씹어먹거나 음식과 음료에 첨가하기도 한다.

## 음료 산업의 과정
1905년 브라질 리우데자네이루 헤젠지 시의 의사 루이스 페레이라 바레토(Luiz Pereira Barreto)가 과일 시럽 가공 과정을 만들어서 시작됐다.
1906년, F. Diefenthaller가 히우그란데두술 주 의 산타 마리아에 있는 탄산 음료 공장을 세우면서 과라나 시릴라(Guaraná Cyrilla)를 출시했다. 과라나 시릴라를 처음 출시 했을 때는 떫은맛이 나고 쓴맛이 강하여 그다지 유명하지는 않았다.
이후, Antarctica사(社)는 과일의 특징적인 향을 강조하면서 떫은맛과 쓴맛을 제거하는 공정을 개발했으며, 1921년에 같은 이름의 회사에서 Guaraná Champagne Antarctica를 만들었다.
세르비아와 다른 동유럽 국가에서는 과라나를 기반으로 한 에너지 드링크가 위의 이름으로 제조되어 판매되고 있으나, 탄산음료의 달콤한 맛 대신 쓴 맛이 나고 심장 활동 촉진 효과가 강하다.